# ゲンゲ科
ゲンゲ科（ゲンゲか、学名：Zoarcidae）は、スズキ目またはカサゴ目ゲンゲ亜目に所属する魚類の分類群の一つ。少なくとも59属294種が記載され、その多くは北半球の寒冷な海に生息する深海魚である。

## 分布・生態
ゲンゲ科の魚類はすべて海水魚で、熱帯から極圏に至るまで、世界中の海に幅広く分布する。多くの種類は北太平洋あるいは北大西洋の冷たい海に分布し、北極海・南極海とその周辺海域からもそれぞれ15種・21種が知られている。ほとんどの仲間は海底と密接に関連した生活を送る底生性の魚類で、沿岸の浅い海で暮らす普通種から、数千メートルの大深度で見つかるものまで、その分布範囲は極めて広い。

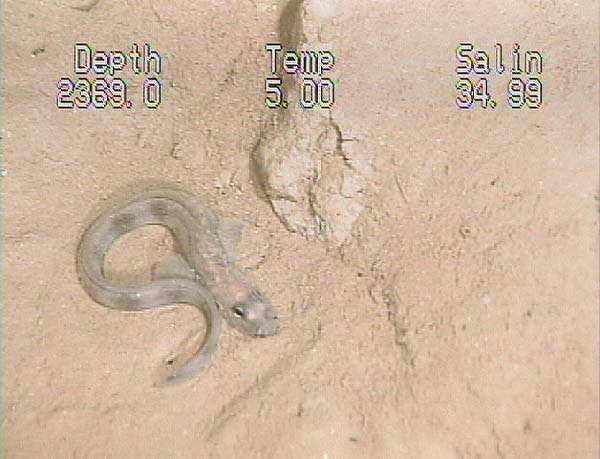
砂泥の海底に横たわるヘビゲンゲ属の1種（Lycenchelys verrillii）。水深2,369メートルにて撮影。本科魚類は北半球の深海底において一般的な存在である

本科魚類は特に深海での多様性が顕著で、底生性深海魚のグループとしてはソコダラ科（タラ目）・アシロ科（アシロ目）・トカゲギス科（ソトイワシ目）・ホラアナゴ科（ウナギ目）の仲間と並ぶ重要な存在となっている。北大西洋に分布する深海性底生魚の種数のうち、ゲンゲ科魚類はおよそ9%を占めると見積もられている。北半球の温帯域から北極に至る深海底においては個体数の上でも非常に多く、餌生物が豊富な領域では濃密な群れを形成することもある。
ゲンゲ類の多くはヘビのように海底に横たわり、砂泥に埋もれた貝類・多毛類などを主な餌とするほか、大型種は棘皮動物や他の魚類をも捕食する。埋在動物を捕食する際には、多量の堆積物を同時に摂食することになるが、本科魚類は肥大した唇を使って餌をより分けており、堆積物をそのまま飲み込むことはない。ゲンゲ類は深海魚としては比較的発達した視覚をもつが、底部に埋まった餌の探索においては、むしろ鋭敏な触覚を用いるものと考えられている。
コンニャクハダカゲンゲ属など一部は、食性および生態の面で特異なグループとなっている。彼らはゼラチン質のぶよぶよした体をもち、他のゲンゲ類とは異なり海底直上から中層を不活発に漂流している。海底に沈降した大型生物の死骸の臭いをかぎつけ、腐肉食性の節足動物を捕食する。
本科魚類の繁殖様式は基本的に卵生だが、ナガガジ属の3種のみ卵胎生である。一部の種類では、親魚が卵を保護する習性をもつ。

## 形態

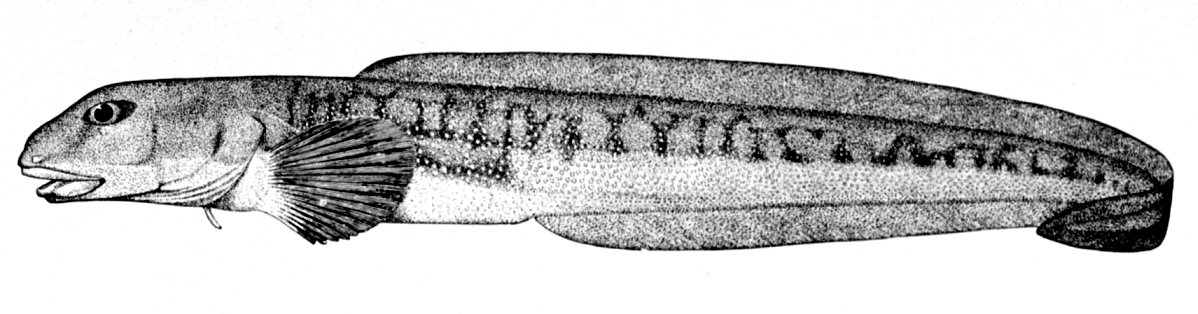
マユガジ属の1種（Lycodes vahlii）。発達した胸鰭と退化的な腹鰭、ウナギのように細長い体型が本科魚類の特徴である

ゲンゲ科の仲間は一般にウナギのように細長い体型をもつ。体長は数十センチメートルのものが多く、最大種（Macrozoarces americanus）では1.1メートルに達する。口は吻の先端か、あるいはやや下向きについている。鱗は非常に小さく皮膚に埋もれ、ハダカゲンゲ属など一部は鱗を欠く。鰓膜は峡部で接続する。浮き袋をもたない。
背鰭と臀鰭の基底は非常に長く、尾鰭と連続する。腹鰭は小さく、胸鰭より前の咽頭部に位置するか、もたない種類もある。腹鰭の退化はそれぞれの属で独立に生じたと推測されている。Derepodichthys 属の腹鰭は海綿状で、眼の真下に位置する。胸鰭は発達しており、海底で体を支え静止する生活に適応している。椎骨は58-150個。

## 分類
ゲンゲ科にはNelson（2016）の体系において59属294種が認められており、FishBaseでは2025年4月時点で57属292種が記載されている。かつて本科に所属した Leucobrotula 属および Parabrotula 属は、現在では独立のニセイタチウオ科（Parabrotulidae）とされ、アシロ目に含められるようになっている。
1960年代前半まで、ゲンゲ科はスズキ目ギンポ亜目に含まれることが多かった。1966年にGreenwoodらは本科のみを含む「ゲンゲ亜目」としてタラ目の内部に位置付けたが、後にメダマウオ科と近縁であることが指摘され、Nelson（1984）以降はスズキ目ゲンゲ亜目の一部として扱われるようになっている。Nelson（2016）ではカサゴ目ゲンゲ亜目として扱われている。
本科の内部に、セダカゲンゲ亜科 Lycozoarcinae （セダカゲンゲ L. regaini 1種のみ）、ナガガジ亜科 Zoarcinae （ナガガジ属のみ）、ハダカゲンゲ亜科 Gymnelinae （12属）、マユガジ亜科 Lycodinae （32属）の4亜科を設置する見解もある。

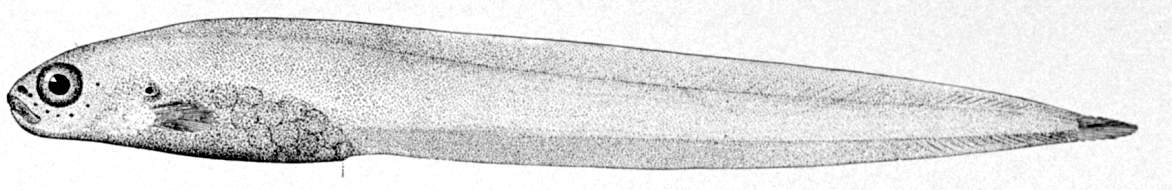
コンニャクハダカゲンゲ属の1種（Melanostigma gelatinosum）。本属は間接的な腐肉利用性を示し、死骸に集まる甲殻類を捕食する

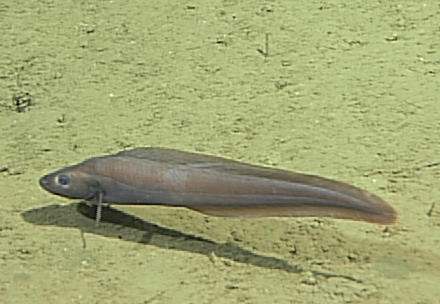
シロゲンゲ属の1種（Bothrocara brunneum）。水深3,228メートルで撮影された、海底直上を遊泳する姿。本科魚類は海底からほとんど離れることがない

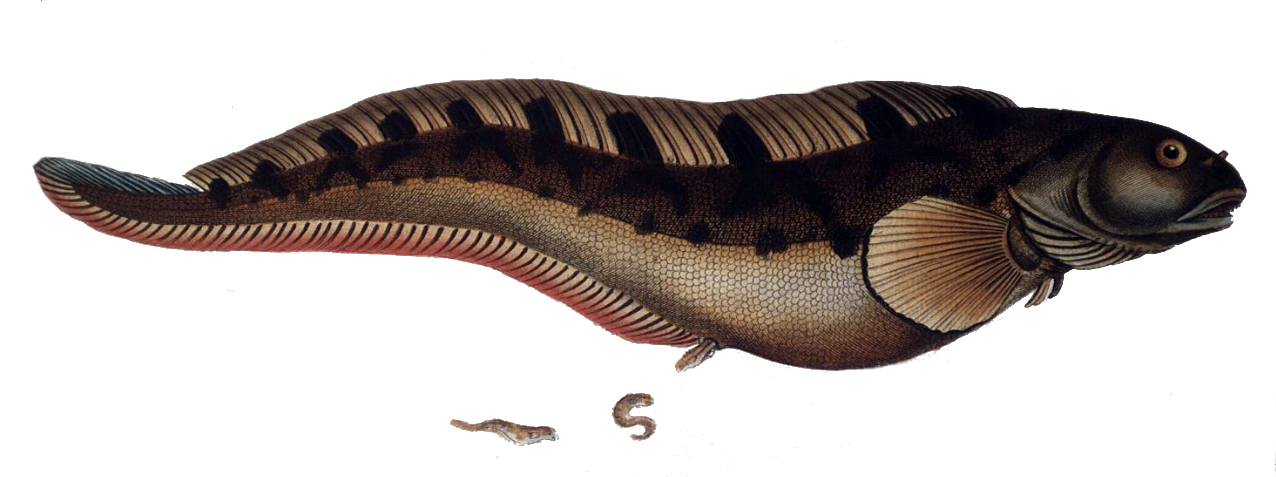
ナガガジ属の1種（Zoarces viviparus）。本属の3種のみ卵胎生で、親魚は体内で成長した若魚を産出する

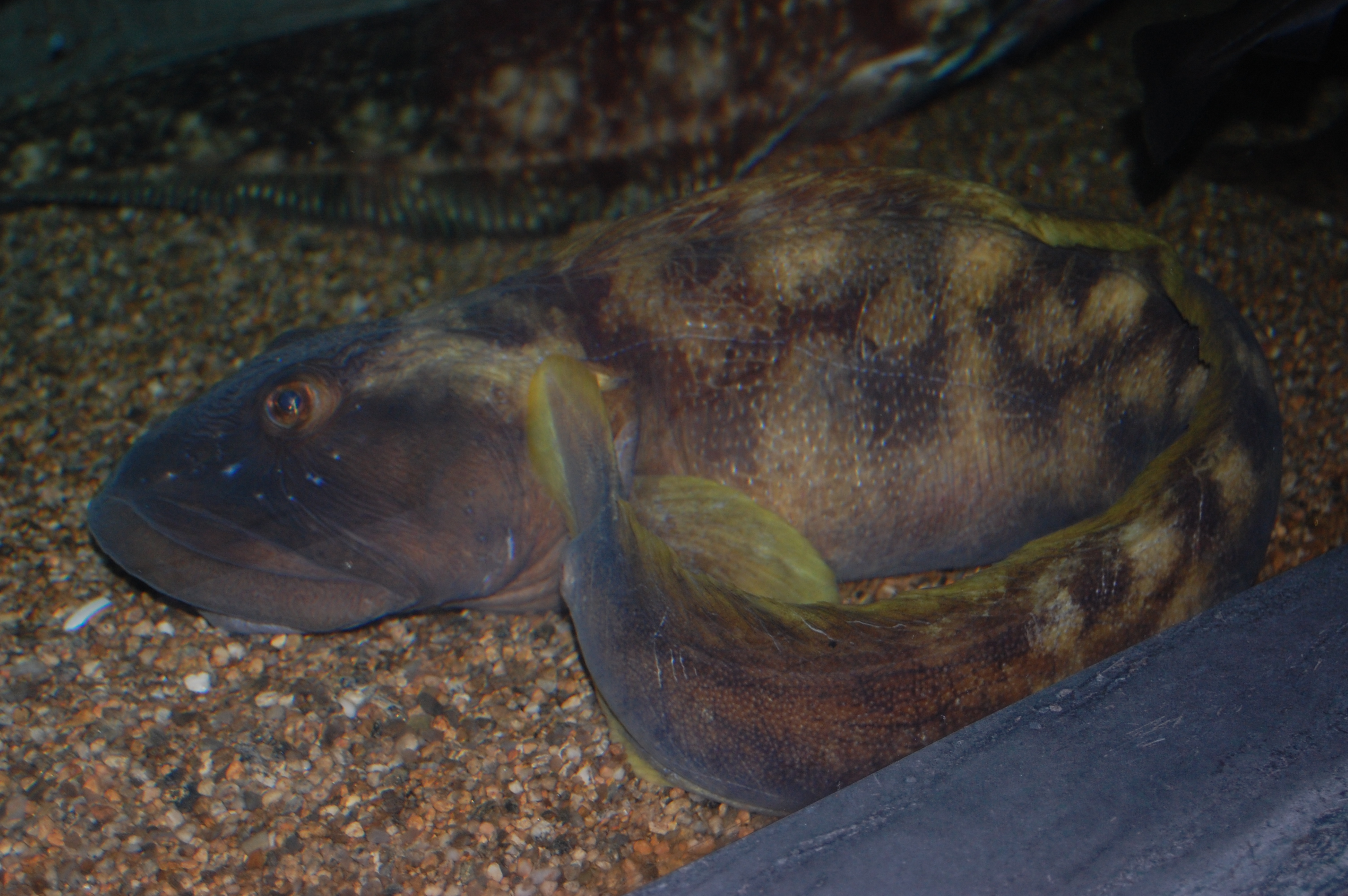
ナガガジ属の1種（Zoarces americanus）。北アメリカ東岸に分布し、沿岸の浅い海で生活する種類

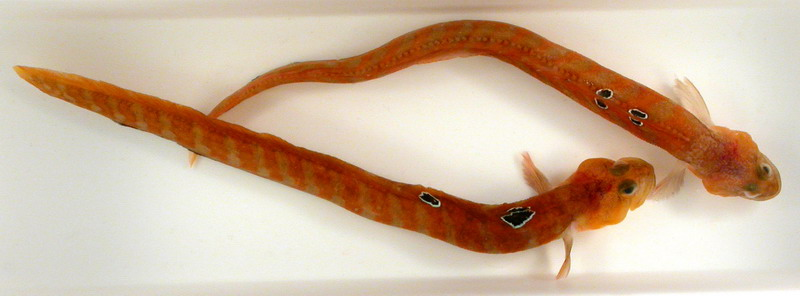
ハダカゲンゲ属の1種（Gymnelus hemifasciatus）。北極海周辺の大陸棚に分布する種類。本属は鱗を欠く

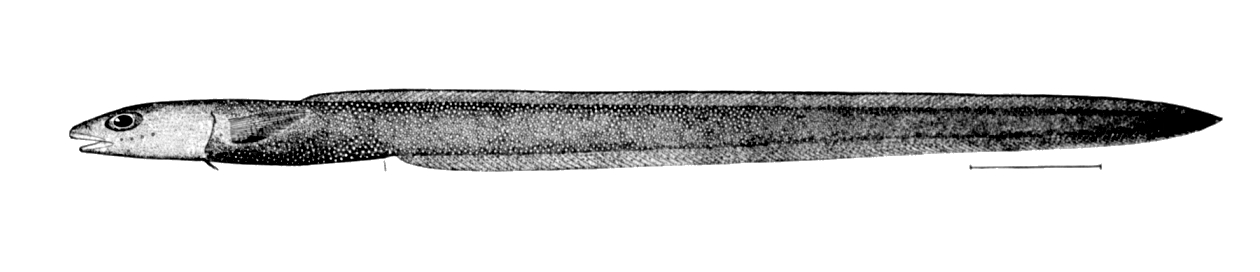
ヘビゲンゲ属の1種（Lycenchelys paxillus）。本属には62種が所属し、マユガジ属に次いで2番目に大きなグループとなっている

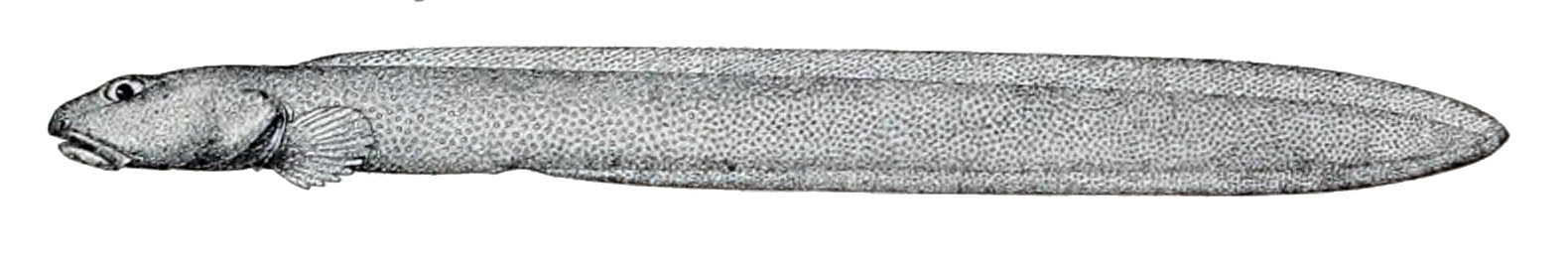
ヘビゲンゲ属の1種（Lycenchelys camchatica）

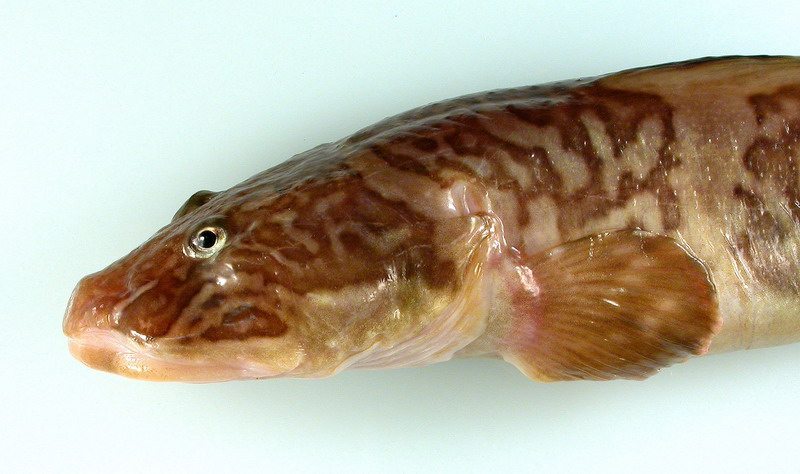
マユガジ属の1種（Lycodes raridens）。発達した胸鰭と厚い唇が明瞭である

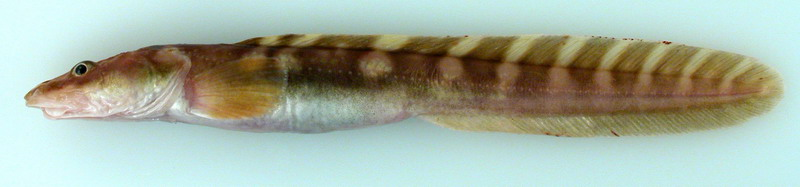
マユガジ属の1種（Lycodes turneri）。北極圏の海に住む

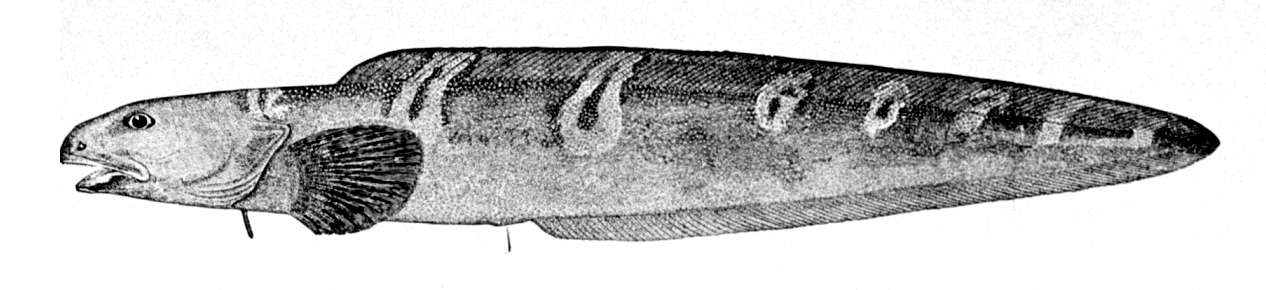
マユガジ属の1種（Lycodes esmarkii）。本属には少なくとも64種が記載され、ゲンゲ科内で最大の属を構成する

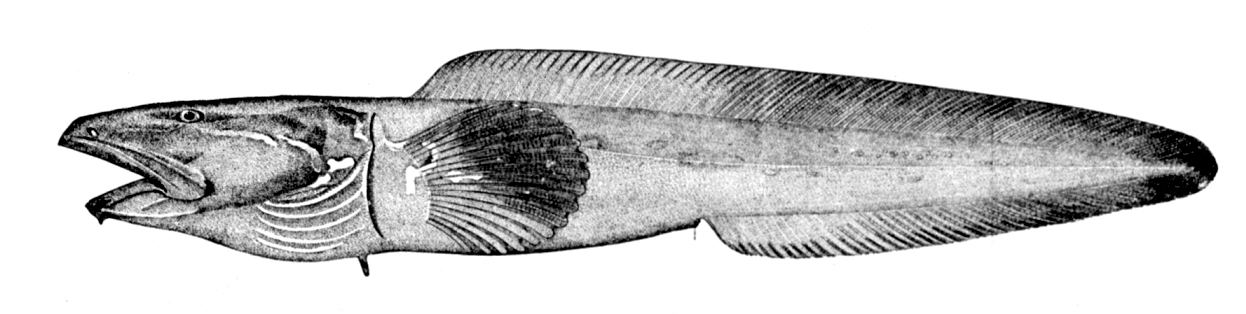
マユガジ属の1種（Lycodes mucosus）

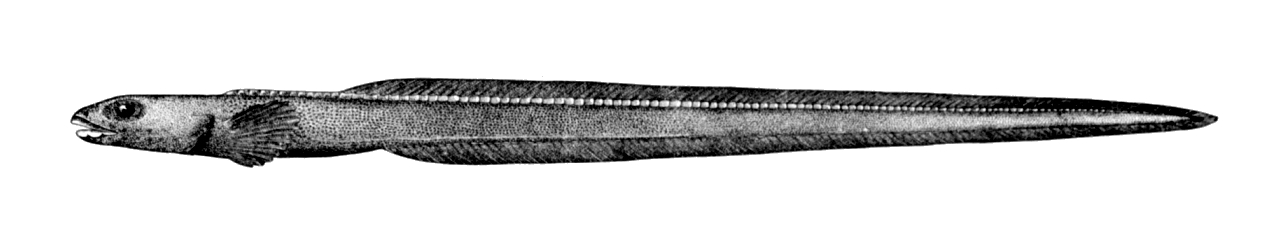
ヨロイホソナガゲンゲ（Lycodonus mirabilis）

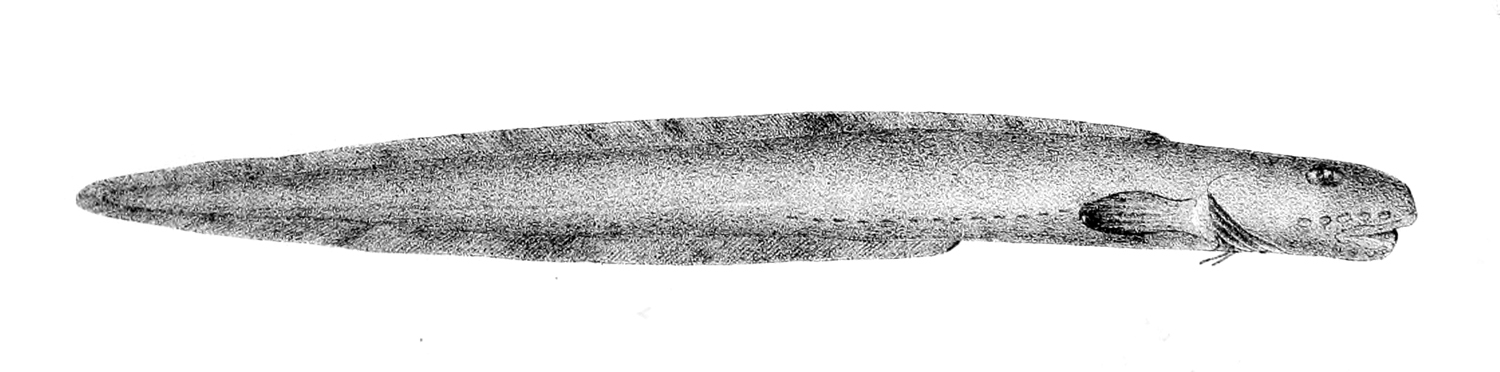
Ophthalmolycus 属の1種（O. amberensis）。本属には7種が所属し、ほとんどが南極海とその周辺に分布する

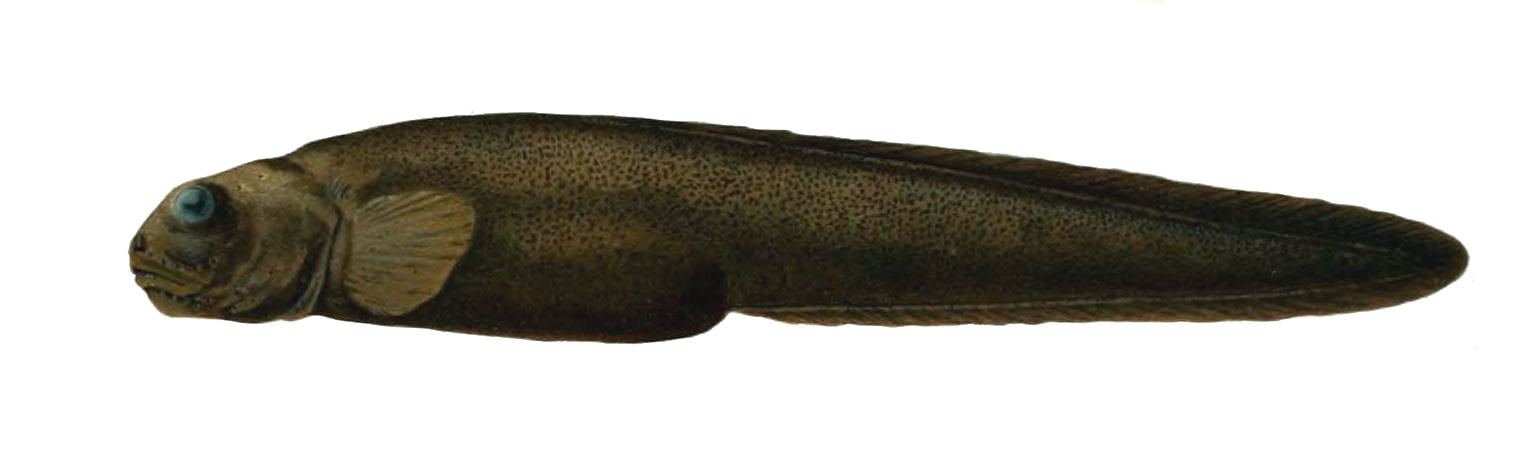
Pachycara 属の1種（P. bulbiceps）

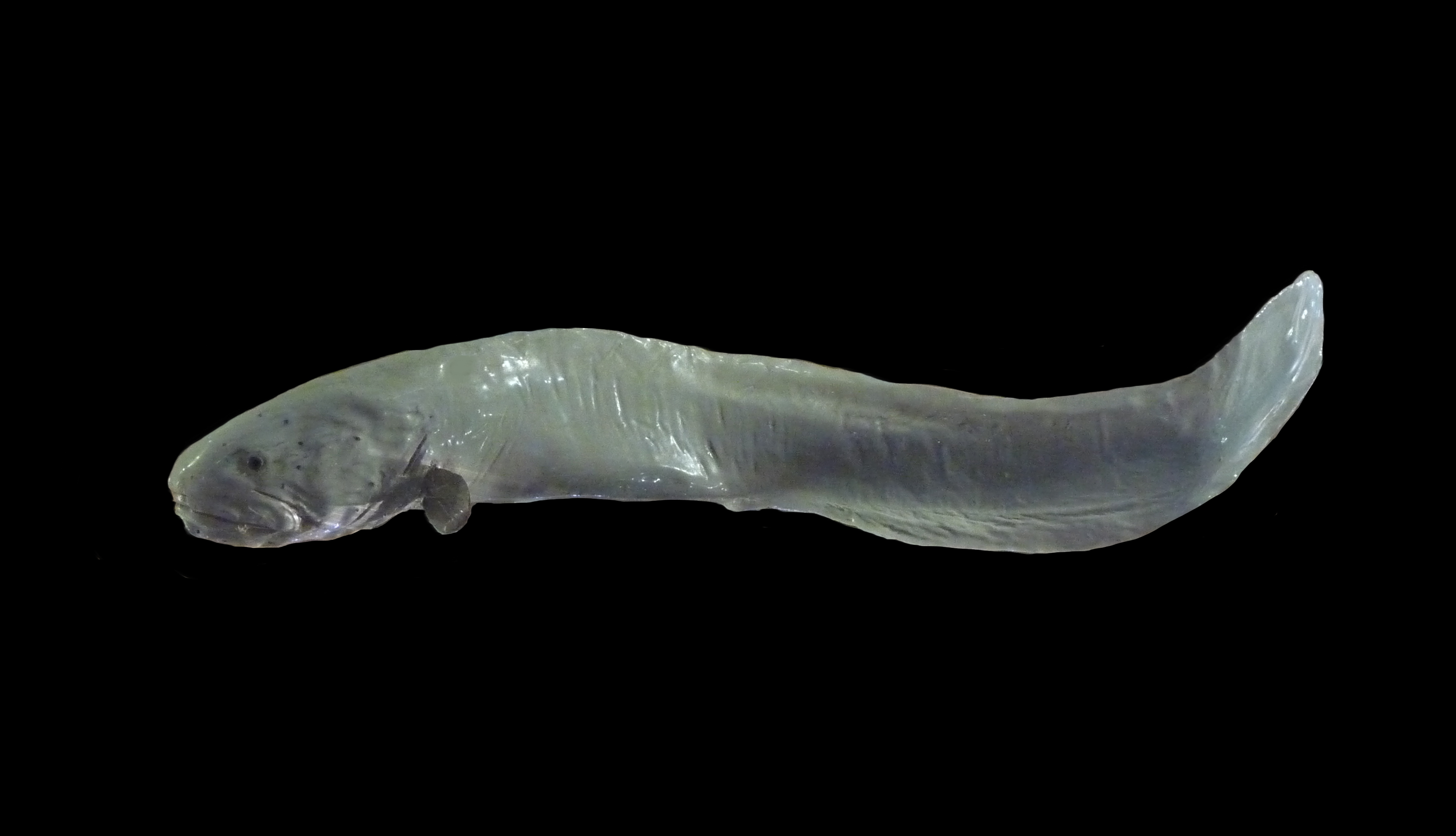
Thermarces 属の1種（T. cerberus）。東部太平洋の深部（水深2,550 - 2,630メートル）から記録された種類

- アカゲンゲ属 Puzanovia （2種）
  - アカゲンゲ Puzanovia rubra
- アベゲンゲ属 Japonolycodes （1種）
  - アベゲンゲ Japonolycodes abei
- ウサゲンゲ属 Bilabria （2種）
  - ヒロクチゲンゲ[8] Bilabria gigantea
  - ウサゲンゲ Bilabria ornata
- ウスギヌゲンゲ属 Taranetzella （1種）
  - ウスギヌゲンゲ Taranetzella lyoderma
- オグロゲンゲ属 Bothrocarina （2種）
  - オグロゲンゲ Bothrocarina nigrocaudata
  - カムチャッカゲンゲ Bothrocarina microcephala
- コンニャクハダカゲンゲ属 Melanostigma （7種）
  - クログチコンニャクハダカゲンゲ [9] Melanostigma atlanticum
  - コンニャクハダカゲンゲ Melanostigma orientale
- サラサガジ属 Davidijordania （5種）
  - クラカケサラサガジ[10] Davidijordania yabei
  - サラサガジ Davidijordania poecilimon
  - ジョルダンゲンゲ Davidijordania jordaniana
  - ナガサラサガジ Davidijordania lacertina
  - ニラミサラサガジ Davidijordania brachyrhyncha
- シロゲンゲ属 Bothrocara （8種）
  - カンテンゲンゲ Bothrocara tanakae
  - シロゲンゲ Bothrocara molle
  - ノロゲンゲ Bothrocara hollandi
- スザクゲンゲ属 Ericandersonia （1種）
  - スザクゲンゲ[10] Ericandersonia sagamia
- セダカゲンゲ属 Lycozoarces （1種）
  - セダカゲンゲ Lycozoarces regani
- チョウジャゲンゲ属 Andriashevia （1種）
  - チョウジャゲンゲ Andriashevia aptera
- ナガガジ属 Zoarces （6種）
  - コウライガジ Zoarces gilli
  - ナガガジ Zoarces elongatus
  - Zoarces viviparus - Viviparous eelpout
- ハダカゲンゲ属 Gymnelus （14種）
  - ハダカゲンゲ Gymnelus viridis
- ハレガジ属 Krusensterniella （4種）
  - アイハレガジ Krusensterniella maculata
  - トゲゲンゲ Krusensterniella multispinosa
  - ハレガジ Krusensterniella notabilis
- ヘビゲンゲ属 Lycenchelys （62種）
  - ウロコヘビゲンゲ Lycenchelys squamosa
  - オホーツクヘビゲンゲ Lycenchelys melanostomias
  - カワリヘビゲンゲ Lycenchelys remissaria
  - キタガワヘビゲンゲ[10] Lycenchelys tohokuensis
  - クロブチヘビゲンゲ Lycenchelys maculata
  - シロブチヘビゲンゲ Lycenchelys albomaculata
  - ダイダイヘビゲンゲ Lycenchelys aurantiaca
  - ヘビゲンゲ Lycenchelys hippopotamus
  - ラスヘビゲンゲ Lycenchelys rassi
  - リュウキュウヘビゲンゲ[10] Lycenchelys ryukyuensis
  - ワカタカヘビゲンゲ Lycenchelys makushok
- マユガジ属 Lycodes （64種）
  - アゴゲンゲ Lycodes toyamensis （Petroschmidtia toyamensis）
  - アシナガゲンゲ Lycodes japonicus
  - イレズミガジ Lycodes caudimaculatus
  - エスジガジ Lycodes sigmatoides
  - エビスガジ Lycodes jenseni
  - オホーツクハクセンガジ Lycodes multifasciatus
  - オロチゲンゲ[10] Lycodes nishimurai
  - カワリゲンゲ Lycodes uschakovi
  - キタノクロゲンゲ Lycodes pectoralis
  - クロガジ Lycodes soldatovi
  - クロゲンゲ Lycodes nakamurai
  - クロホシマユガジ Lycodes ocellatus
  - サドヒナゲンゲ Lycodes sadoensis
  - タナカゲンゲ Lycodes tanakae
  - ニセワイジゲンゲ Lycodes knipowitschi
  - ハゲマユガジ Lycodes paucilepidotus
  - ハナゲンゲ Lycodes albonotatus （Petroschmidtia albonotata）
  - ハラスジゲンゲ Lycodes brunneofasciatus
  - ヒナゲンゲ Lycodes teraoi
  - フタスジクロガジ[10] Lycodes concolor
  - マツバラゲンゲ Lycodes matsubarai
  - ヤセマユガジ[11] Lycodes microporus
  - ヤマトマユガジ Lycodes yamaoti
  - ヨコシマガジ Lycodes macrolepis
  - ヨコスジクロゲンゲ Lycodes hubbsi
  - ワイジゲンゲ Lycodes ygreknotatus
- ヤイトゲンゲ属 Gymnelopsis （4種）
  - ヤイトゲンゲ Gymnelopsis ocellata
  - オホーツクゲンゲ Gymnelopsis ochotensis （Derjuginia ochotensis）
- ヤワラゲンゲ属 Lycodapus （13種）
  - ヤワラゲンゲ[12] Lycodapus microchir
- ヨロイホソナガゲンゲ属 Lycodonus （4種）
  - ヨロイホソナガゲンゲ [13] Lycodonus mirabilis
- ワダツミゲンゲ属 Hadropogonichthys （1種）
  - ワダツミゲンゲ[10] Hadropogonichthys leptopus
- Aiakas 属（2種）
- Austrolycus 属（2種）
- Bellingshausenia 属（1種）
- Crossostomus 属（3種）
- Dadyanos 属（1種）
- Derepodichthys 属（1種）
- Dieidolycus 属（3種）
- Eucryphycus 属（1種）
- Exechodontes 属（1種）
- Gosztonyia 属（1種）
- Hadropareia 属（2種）
- Iluocoetes 属（2種）
- Letholycus 属（2種）
- Leucogrammolycus 属（1種）
- Lycodichthys 属（2種）
- Lycogrammoides 属（1種）
- Lyconema 属（1種）
- Magadanichthys 属（1種）
- Maynea 属（1種）
- Nalbantichthys 属（1種）
- Notolycodes 属（1種）
- Oidiphorus 属（2種）
- Opaeophacus 属（1種）
- Ophthalmolycus 属（7種）
- Pachycara 属（24種）
- Phucocoetes 属（1種）
- Piedrabuenia 属（1種）
- Plesienchelys 属（1種）
- Pogonolycus 属（2種）
- Pyrolycus 属（2種）
- Seleniolycus 属（3種）
- Thermarces 属（3種）